# Molophilus maigamaigawa
Molophilus maigamaigawa är en tvåvingeart som beskrevs av Günther Theischinger 1992. Molophilus maigamaigawa ingår i släktet Molophilus och familjen småharkrankar. Inga underarter finns listade i Catalogue of Life.